# Heinz Müller (piłkarz)
Heinz Müller (ur. 30 maja 1978 we Frankfurcie nad Menem) – niemiecki piłkarz występujący na pozycji bramkarza. Zawodnik klubu 1. FSV Mainz 05.

## Kariera
Müller seniorską karierę rozpoczynał w 1996 roku w SpVgg Bad Homburg. W 1997 roku odszedł do grającego w Regionallidze Nord Hannoveru 96. W 1998 roku awansował z nim do 2. Bundesligi. Tam wraz z Hannoverem grał przez trzy lata. W 2001 roku przeszedł do innego drugoligowca, Arminii Bielefeld. W 2002 roku awansował z nią do Bundesligi, jednak nie zagrał w niej ani razu.
Na początku 2003 roku Müller odszedł do drugoligowego FC St. Pauli. Po pół roku spędzonym w tym klubie, przeniósł się do SSV Jahn Ratyzbona, również występującego w 2. Bundeslidze. Tam z kolei grał przez rok. W 2004 roku został graczem norweskiego Odds BK. W Tippeligaen zadebiutował 12 września 2004 roku w wygranym 4:0 meczu z Lillestrøm SK. W sezonie 2004 w barwach Odd zagrał siedem razy.
W 2005 roku Müller przeszedł do Lillestrøm, także grającego w Tippeligaen. W tym samym roku dotarł z nim do finału Puchar Norwegii. W połowie 2007 roku odszedł do angielskiego Barnsley z Championship. Pierwszy ligowy mecz zaliczył tam 18 sierpnia 2007 roku przeciwko Colchester United (2:2). Przez dwa lata w barwach Barnsley rozegrał 64 spotkania.
W 2009 roku Müller wrócił do Niemiec, gdzie podpisał kontrakt z 1. FSV Mainz 05. W Bundeslidze zadebiutował 8 sierpnia 2009 roku w zremisowanym 2:2 spotkaniu z Bayerem 04 Leverkusen.